# Parque Natural das Arribas do Douro
O Parque Natural das Arribas do Douro (em castelhano  Parque Natural de Arribes del Duero) é uma área verde protegida localizada no oeste espanhol, nomeadamente a noroeste da província de Salamanca e sudoeste da província de Samora, na comunidade autónoma de Castela e Leão, junto à fronteira portuguesa. No lado português corresponde-se com o Parque Natural do Douro Internacional.
Arribes, arribas e arribanzos são as palavras leonesas utilizadas para denominar a geomorfologia que apresentam os rios Águeda, Douro, Esla, Huebra, Tormes e Uces neste território. Esta é caraterizada por uma zona de depressão ou de altitude mais baixa e outra de planície ou de altitude mais elevada, sendo as arribas o conjunto das dois zonas, que se sitúam à beira destes rios.
A denominação de Arribas aplica-se localmente à geografia dos rios Águeda, Douro, Esla, Huebra, Tormes e Uces. O topónimo em língua castelhana faz uso da palavra arribes e não arribas, o que demonstra a particularidade das falas da Serra de Gata, de origem asturo-leonesa.
Em quase toda a área protegida, os canhões dos cursos fluviais dos rios Douro e Águeda fazem de fronteira natural entre Espanha e Portugal. A Junta de Castela e Leão colocou este território na sua rede de parques naturais no 11 de abril de 2002. O governo português fez o mesmo com a sua parte um pouco antes, no 11 de maio de 1998, sob o nome de Parque Natural do Douro Internacional.
No 9 de junho de 2015, os dois parques são considerados reserva da biosfera transfronteiriça pela Unesco sob a denominação de Meseta Ibérica, junto a outras várias zonas protegidas espanholas e portuguesas, salientando o Parque Natural Lago de Sanabria y sierras Segundera y de Porto em solo espanhol e o Parque Natural de Montesinho na parte lusa, bem como distintos espaços da Rede Natura 2000.
Os grandes desníveis da sua orografia, o alto vazão do Douro e os numerosos rios que nele desaguam, tornam esta zona um dos locais de maior potencial hidroelétrico da península ibérica toda. É por isto que foi construída uma rede de barragens e albufeiras conhecida como Saltos do Douro. A sua peculiaridade orográfica é também a razão da existencia de um inusual microclima mediterráneo que contribui à diversidade vegetal e faz do parque um local idóneo para o abrigo da fauna selvagem, nomeadamente para as aves.
A sua localização fronteiriça, distante das grandes povoações e com poucas infraestruturas, vai causar um processo continuo de despovoamento das suas aldeias, embora que também permitiu a conservação de um ámplio património histórico, cultural e natural, entre os que salientam a sua paisagem, arquitetura e tradições. Nos últimos anos, com a criação do parque natural, chegaram algunas iniciativas de investimento ligadas ao turismo e o comércio minorista transfronteiriço. Esta ocorrência evidenciou que seja preciso garantir e privilegiar o seu hábitat natural, o seu património e as suas tradições socioculturais, principais ativadores da sua economía.

## Geografia

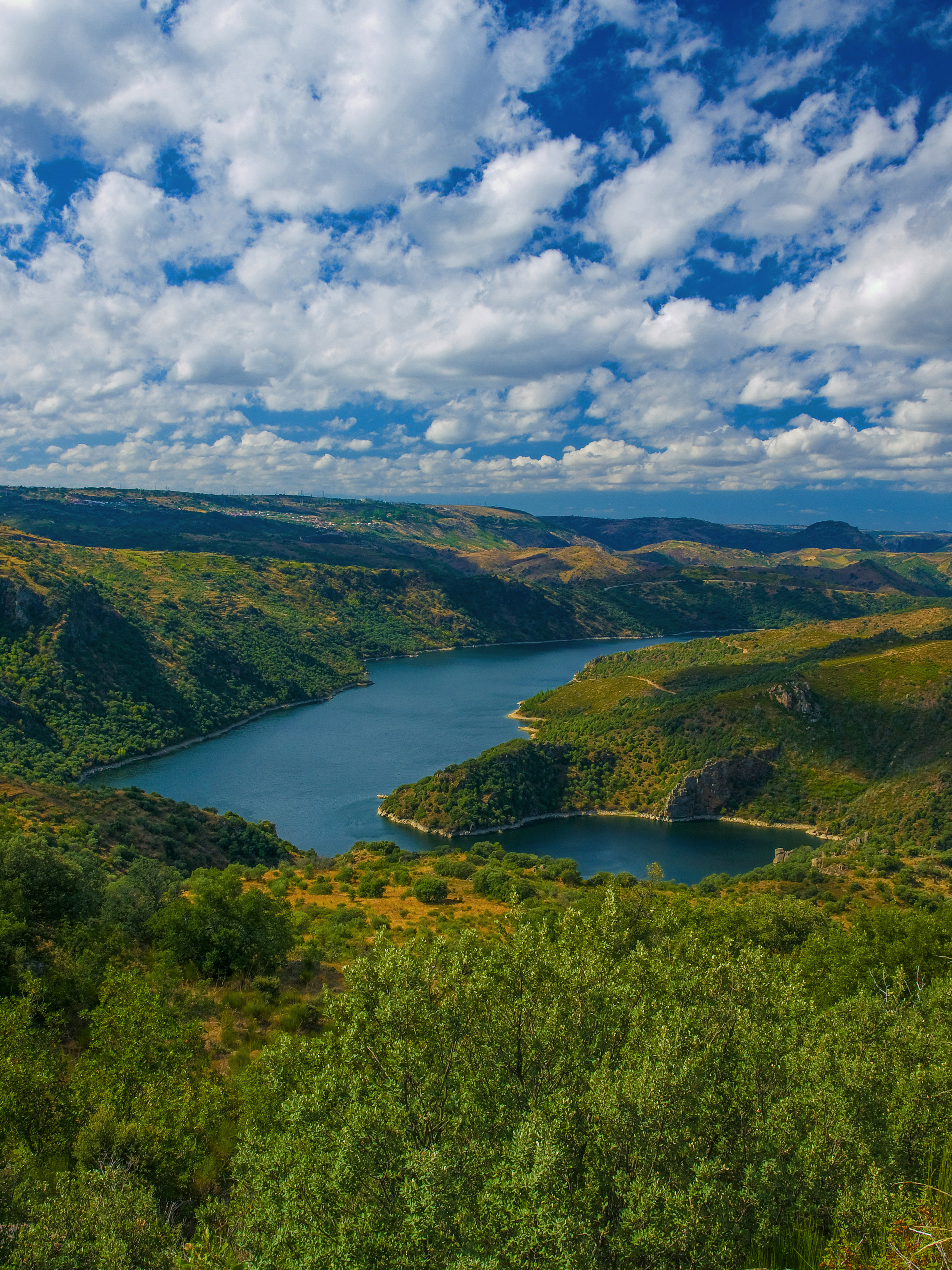
As arribas do Douro, a partir do miradouro das Escadas, em Fermoselle.

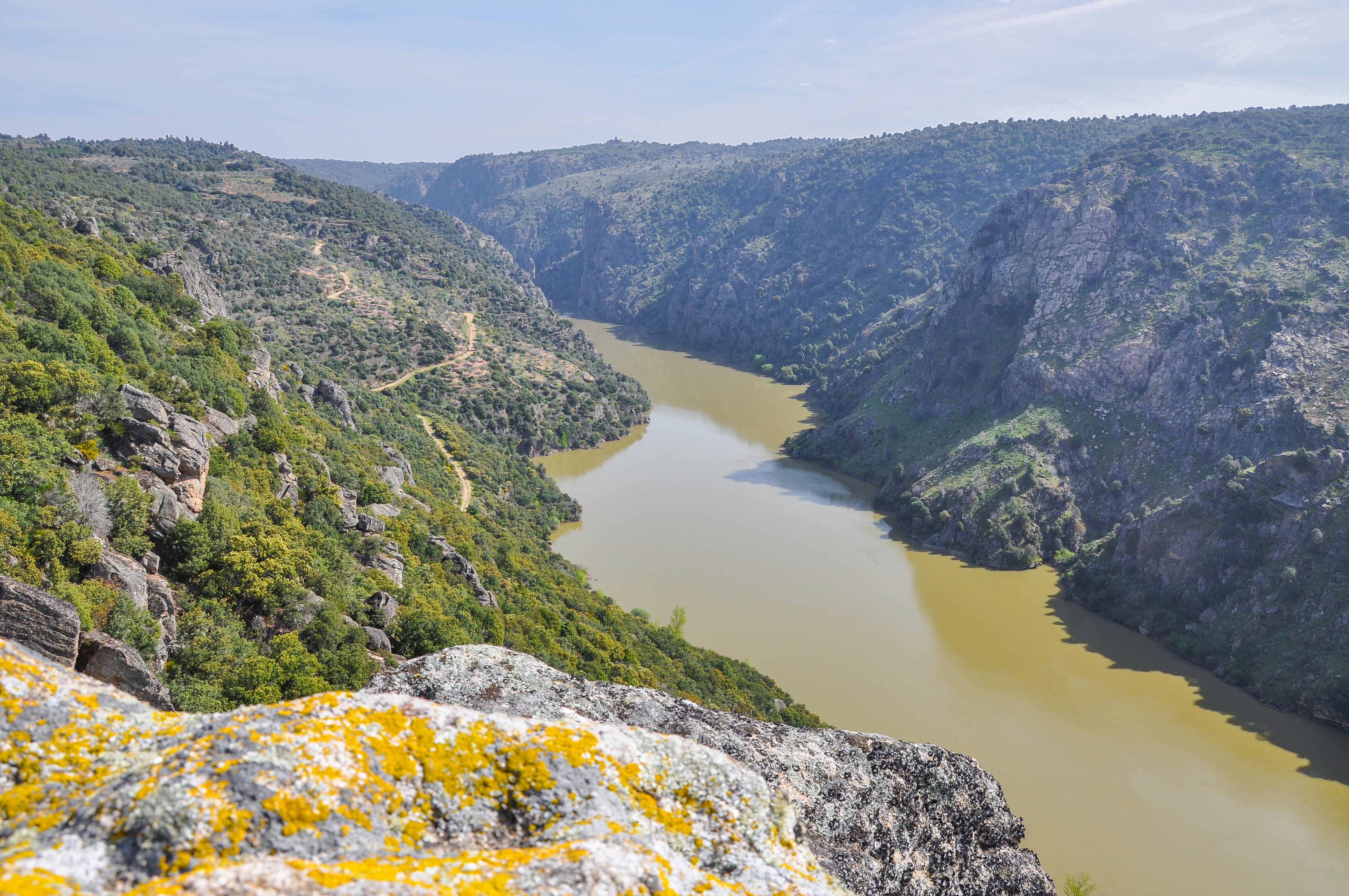
As arribas do Douro, a partir do miradouro de Freixiosa, em Portugal.

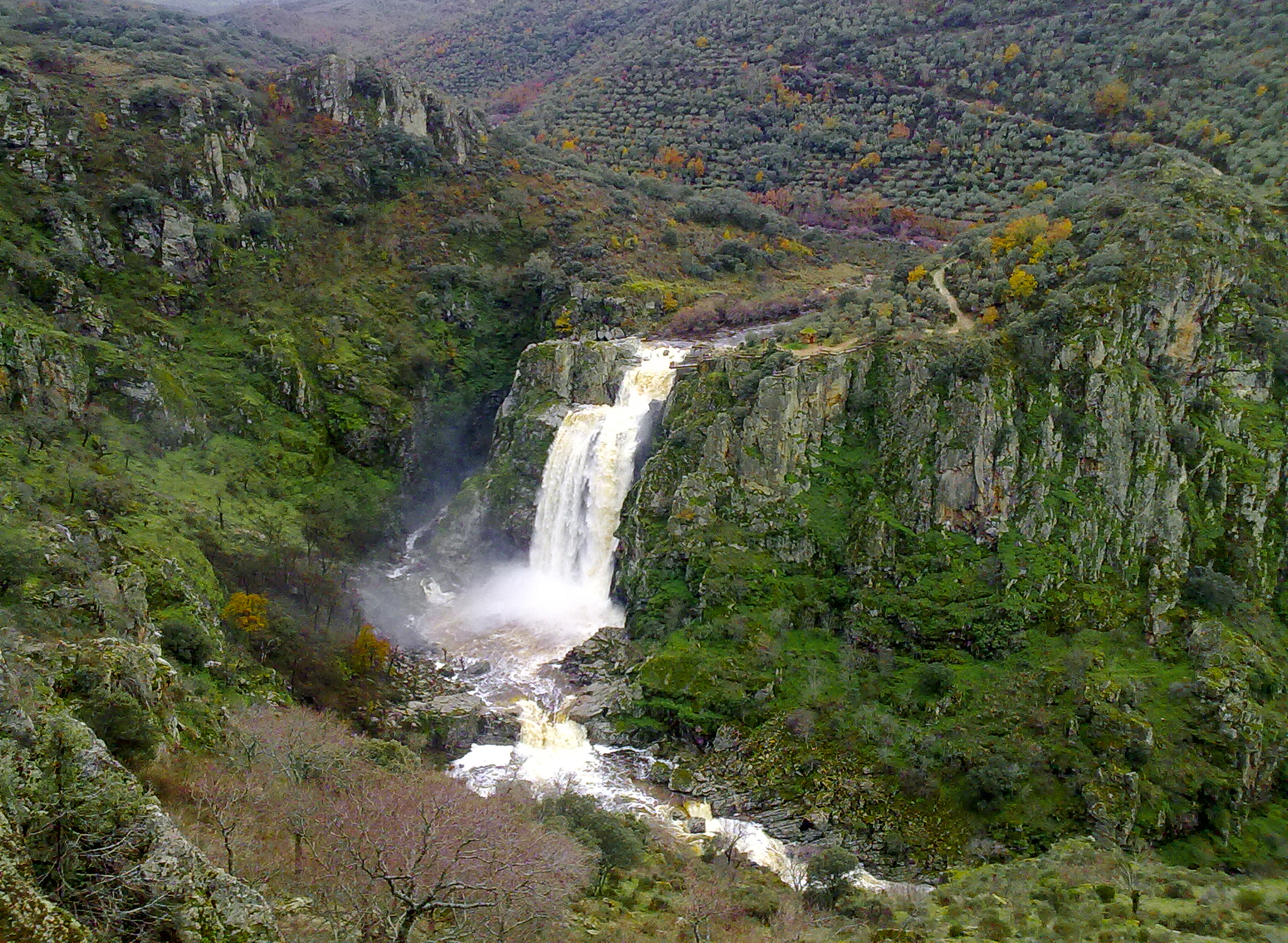
A cachoeira do Pozo de los Humos.

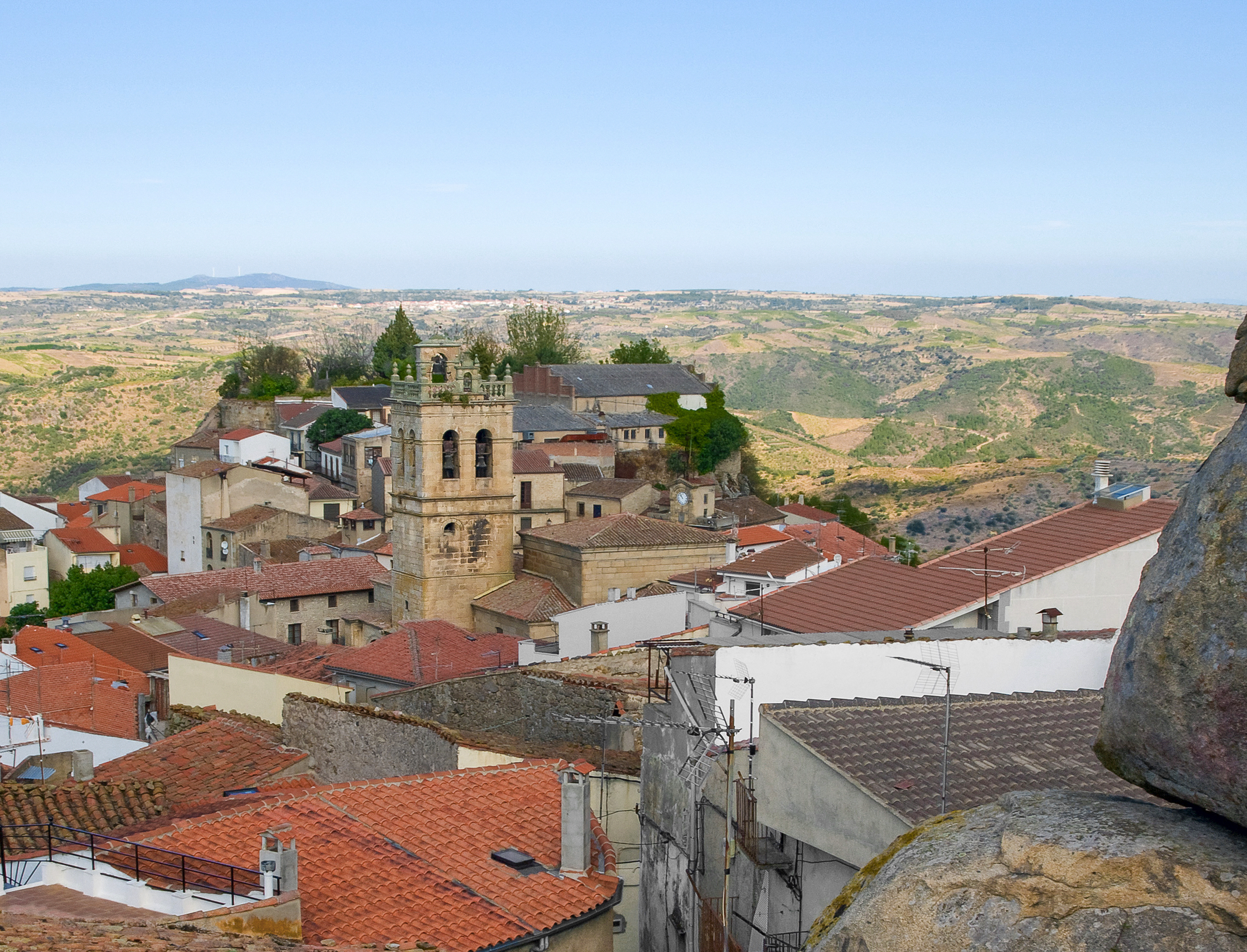
Vista geral de Fermoselle a partir do miradouro de El Torojón.

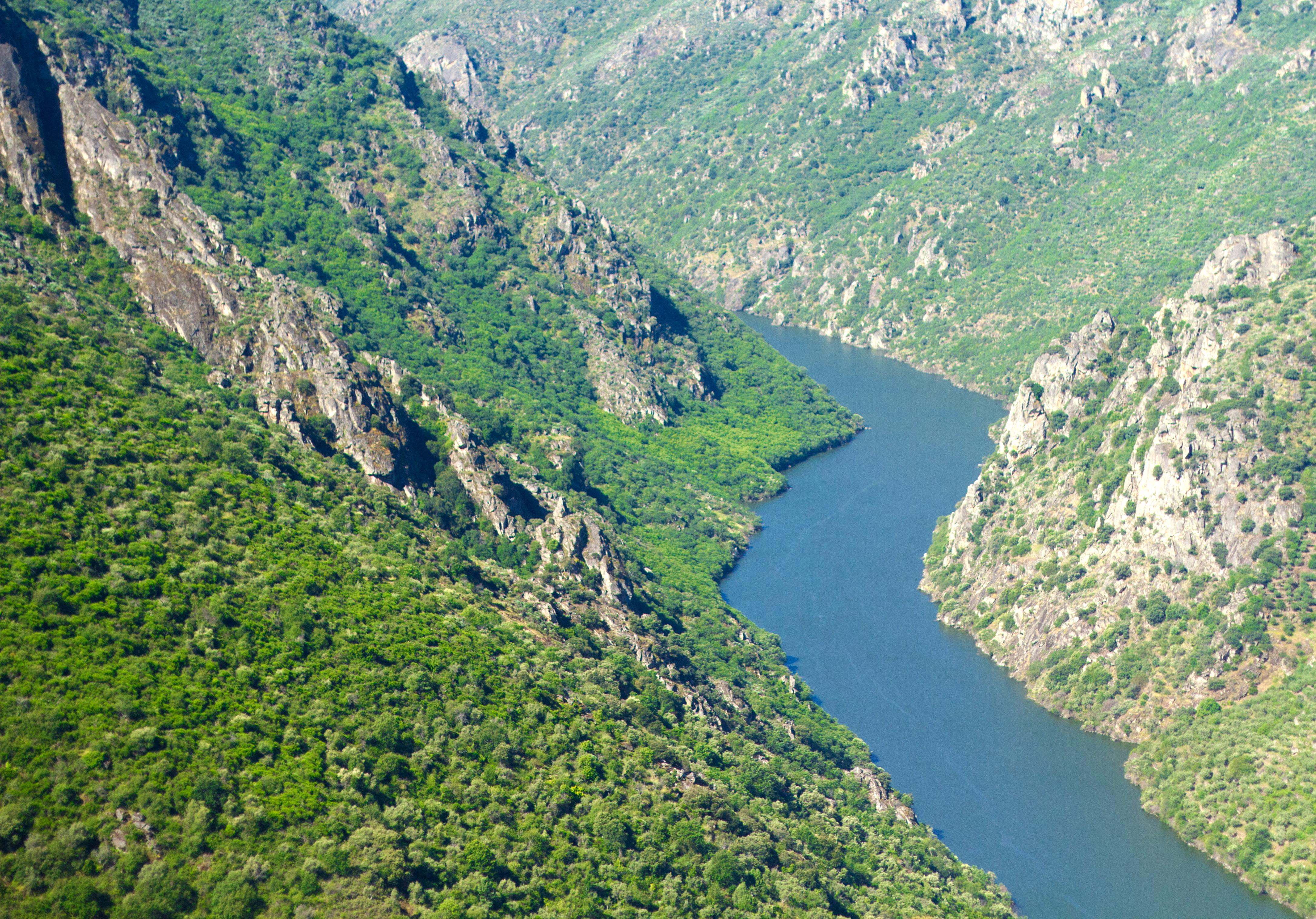
Vista do miradouro do Colagón del Tío Paco, em Mieza de la Ribera.

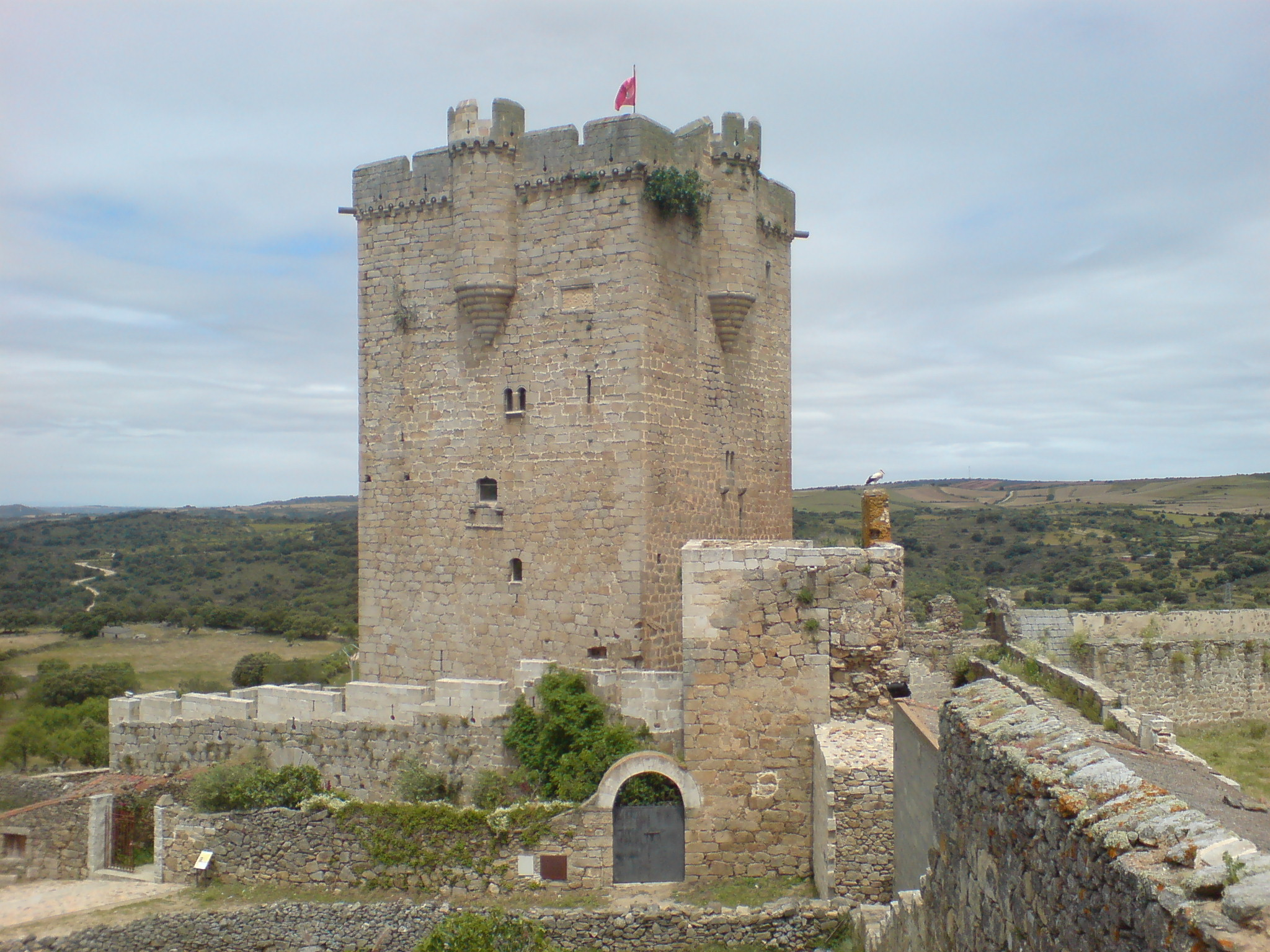
Castelo de San Felices.

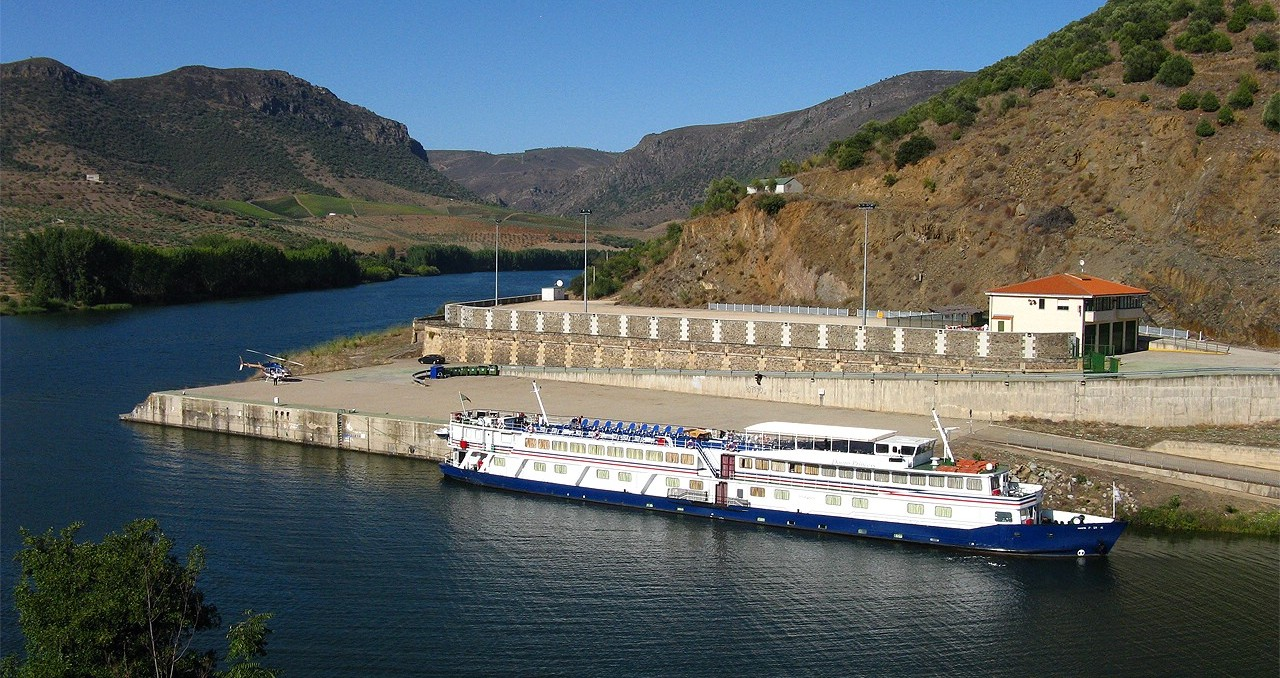
Cais de Vega Terrón.

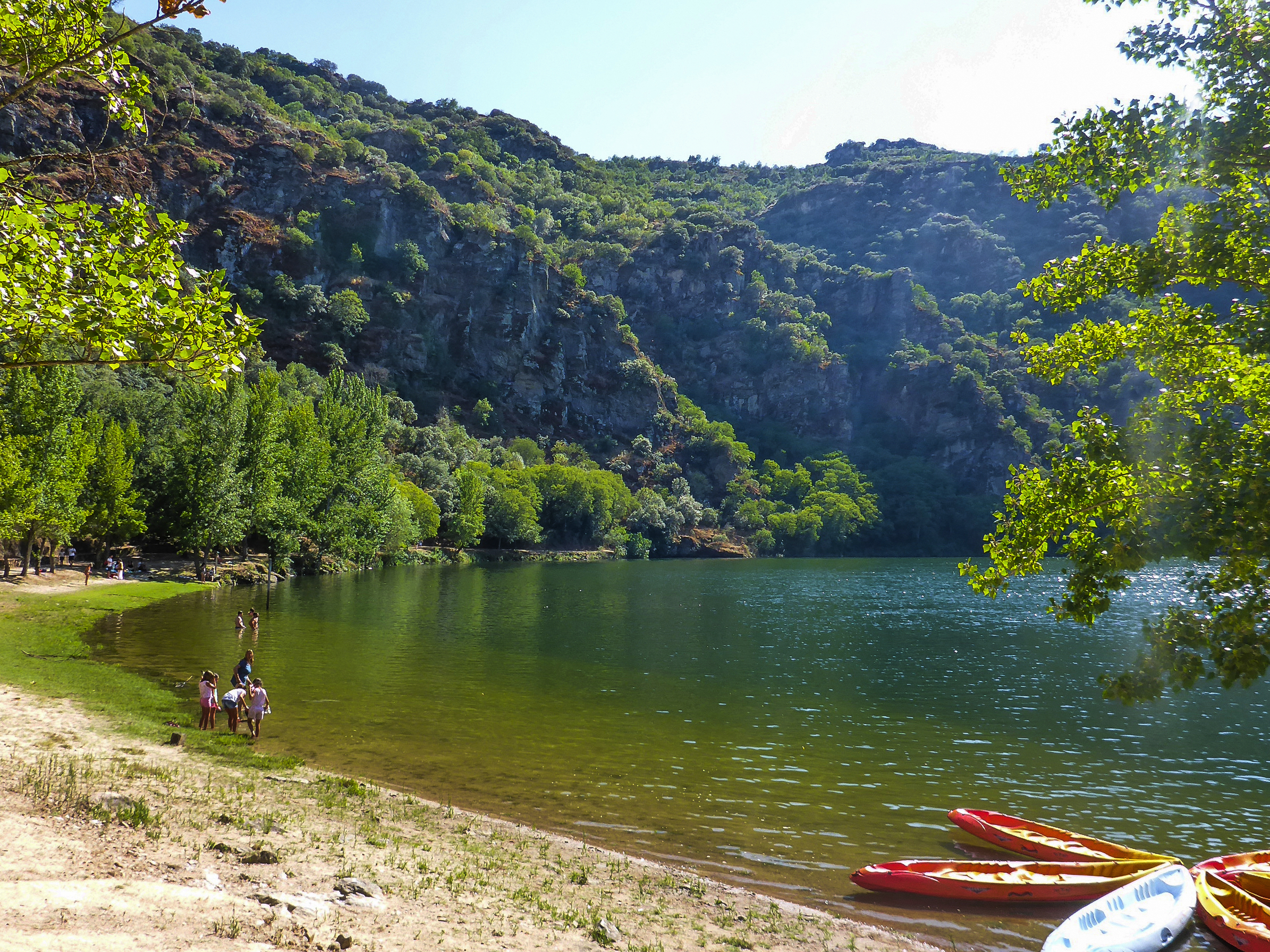
Praia do Rosto, em Corporario.

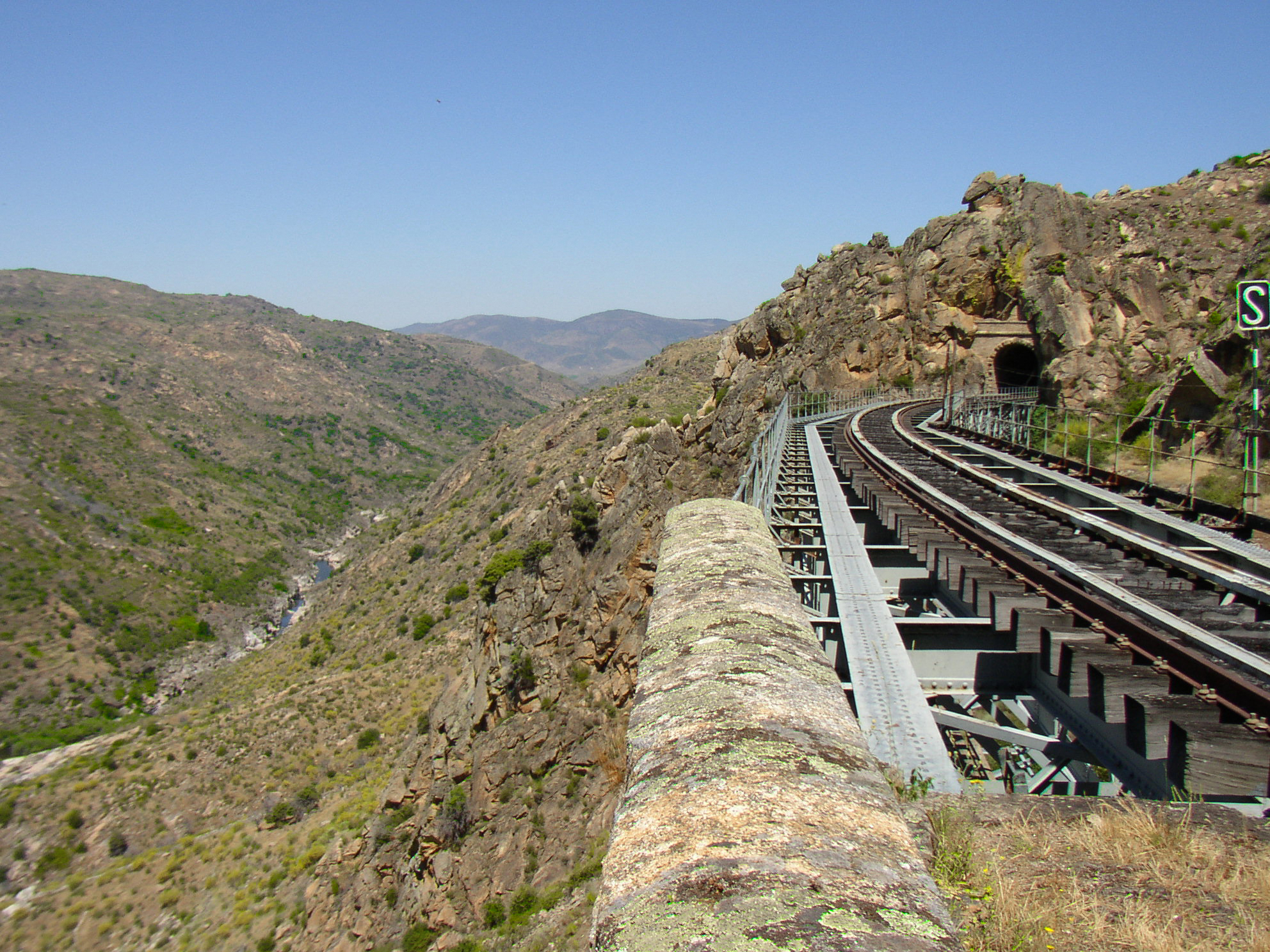
Camino de Hierro de La Fregeneda, a oeste da comarca de El Abadengo.

A orografia do parque caracteriza-se pela existéncia de arribas. Existem arribas do Águeda, arribas do Douro, arribas do Esla, arribas do Huebra, arribas do Tormes e arribas do Uces. São o conjunto da zona onde se manifesta a erosão milenária destes rios. Apresentam uma área de depressão ou de altitude mais baixa e outra de planície ou de altitude mais elevada. Em alguns puntos existem desníveis de até 400 m.
As profundas incisões dos rios Douro e Águeda, que agem como fronteira natural entre Espanha e Portugal, partilham uma zona de iguais características entre os dois países. O Douro e os tributários dele são o elemento comum e ligação de um território todo que se espalha linealmente ao longe de mais de 120 km. O Douro é internacional da barragem de Castro até Barca d'Alva. Neste local é ligado a ele o rio Águeda, que é internacional desta aldeia até o lugar onde se encontra com o rio Turones, perto de La Bouza. A faixa espanhola, assinalada Parque Natural de Arribas do Douro, espalha-se sobre uma superfície de 106.105 hectares mesmo que a faixa portuguesa, declarada Parque Natural do Douro Internacional, estica-se sobre uma superfície de 85.150 hectares. Os dois parques sumam uma superfície de 191.255 hectares, o que torna esta zona uma das áreas protegidas mais grandes da Europa. No 9 de junho de 2015 são declarados reserva da biosfera transfronteiriça pela Unesco sob a denominação de Meseta Ibérica, junto ao parque natural Lago de Sanabria y sierras Segundera y de Porto, el Parque Natural de Montesinho, os Canhões do Douro, as Lagoas de Villafáfila, a Serra da Culebra e a Paisagem Protegida da Albufeira do Azibo.

### Geomorfologia
A atual geomorfologia desta área verde protegida é originaria de uma evolução que tive a sua origem na orogenia hercínica, ao final da era Paleozoica (há 600-225 milhões de anos). Foi nesta quadra em que se originaram os atuais granitos, xistos e gneis das arribas.
Durante o período Mesozoico (há 225-68 milhões de anos) e começos do Cenozoico (há 68-1,7 milhões de anos), produz-se a erosão das cordilheiras e as zonas mais altas, até formar a atual planície que depois foi coberta por sedimentos e, seguidamente, alagada pelo mar.
Finalmente, a orogenia alpina no meio do terciario produz um progressivo levantamento do leste da península Ibérica e uma clara inclinação até o océano Atlántico. Esta última ocorrência ocasionou que o Douro, mesmo que outros rios peninsulares, tivesse que se abrir caminho na planície, dando lugar, com o passo do tempo, ao inmenso canhão de paredes, quase verticais, que forman as arribas.

### Hidrografia
A rede hidrográfica das arribas fica marcada de jeito vertebral pelo rio Douro, sendo os seus tributários mais importantes o Águeda, o Esla, o Huebra, o Tormes e o Uces. Por sua vez, existem numerosas ribeiros, córregos e regatos estacionais que entregam as sus águas aos anteriores e sobre os que se localizam pontes tradicionais e moinhos. As suas máximas crescidas se produzem entre os meses de janeiro e abril, nomeadamente em março, mes em que podem observar-se no seu máximo esplendor as numerosas cascatas, sendo a do Pozo de los Humos a mais grande e conhecida.
Outras cascatas menos conhecidas são as de Rupurupay em Aldeadávila, as Lastras de Águas Bravas em Fariza, o Cachón de Peñavela, as cascatas de La Cicutina e La Escalá em Fermoselle, o Cachón del Camaces em Hinojosa de Duero, a Cascata del Pinero em Masueco, o Pozo Airón em Pereña de la Ribera, o Cachón de Carranzo em Saucelhe, o Cachón del Berrido e Cachón de la Diabla em Sobradillo e a cachoeira do Desgalgadero em Vilarinho.
O forte desnível provocado pelo Douro e os seus influentes, ligado a outros factores como a impermeabilidade do solo, a escasa povoação e a alta rentabilidade económica da energia hidroelétrica, provocaram uma infrequente concentração de barragens e albufeiras nestas terras. Entre elas as espanholas de Aldeadávila, Almendra, Castro, Ricobayo, Saucelhe, Villalcampo e as portuguesas de Bemposta, Miranda e Picote. As espanholas são chamadas de Saltos do Douro. A potência instalada nelas ultrapassa os 3000 MW. Este factor faz com que Castela e Leão, com 3979 MW, seja a primeira comunidade autónoma espanhola em potência hidráulica instalada, e con 5739 GWh, a segunda em produção.

### Demarcação, concelhos e localidades
A demarcação do parque compreende (total ou parcialmente) a superfície de 37 territórios concelhios:
- 24 pertencentes à província de Salamanca: Ahigal de los Aceiteros, Aldeadávila de la Ribera, Almendra, Barruecopardo, Bermellar, La Bouza, Cabeza del Caballo, Cerezal de Peñahorcada, La Fregeneda, Hinojosa de Duero, Lumbrales, Masueco, Mieza, La Peña, Pereña de la Ribera, Puerto Seguro, Saldeana, San Felices de los Gallegos, Saucelhe, Sobradillo, Trabanca, Vilarinho de Aires, Vilvestre e La Zarza de Pumareda.
- 13 pertencentes à província de Samora: Argañín, Fariza, Fermoselle, Fonfría, Gamones, Moral de Sayago, Moralina, Pino del Oro, Torregamones, Villadepera, Villalcampo, Villar del Buey e Villardiegua de la Ribera.

## Património
O património e valores das arribas está constituido por una série de bens históricos, naturais, culturais, artísticos, paisagísticos e turísticos que refletem os rasgos diferenciadores da identidade comarcal da zona e que testemunham a sua história e a dos pobladores dela. Os museus e as férias da zona são locais onde se complementa este património abrigando numerosas amostras e informação concreta.

### Locais de interesse
Fermoselle e San Felices de los Gallegos ficam designadas conjunto histórico-artístico. Foram fortificadas debido à sua situação estratégica e cedo constituíram-se dois importantes sítios defensivos da fronteira. Atualmente são dois exemplos de conservação de arquitetura tradicional.
Dos quatro castelos com que conta o parque, o melhor conservado é o de San Felices de los Gallegos. Mais degradados apresentam-se os de Fermoselle e Vilvestre, dado que apenas quedam alguns restos. Do castelo de Sobradillo persiste a torre de menagem, em que hoje fica instalada a casa do parque da zona salmantina.

## Miradouros
A peculiaridade da orografia acarreta a existência de numerosos miradouros naturais dos que é possível obter grandes vistas panorámicas. Alguns deles especialmente preparados, disponibilizam acesso adaptado e pontos de informação sobre a paisagem.
Província de Salamanca:
- Ahigal de los Aceiteros: o miradouro do Púlpito das Freiras.
- Aldeadávila de la Ribera: o miradouro do Frade, o miradouro de Lastrón, o miradouro do Pombal, o miradouro do Picón do Filipe, o miradouro do Picón da Mariota (Corporario), o miradouro da barragem de Aldeiadávila, o miradouro de Rupurupay, o miradouro de Rupitín e o miradouro da Vinha Fechada.
- Almendra: o miradouro da barragem de Almendra.
- Barruecopardo: o miradouro do Castelo.
- Hinojosa de Duero: o miradouro do Cachón del Camaces, o miradouro do Contrabando, o miradouro da Capela do Cristo da Misericórdia e o miradouro da Fraga da Vela.
- La Bouza: o miradouro da Forca.
- La Fregeneda: o miradouro de Mafeito.
- Lumbrales: o miradouro do Castro e o miradouro de Pocito Manzano.
- Masueco: o miradouro da Fraga da Água, o miradouro do Pinero e o miradouro do Pozo de los Humos.
- Mieza: o miradouro da Fraga da Águia, o miradouro da Code, o miradouro do Colagón del Tío Paco, o miradouro do Padre e o miradouro da Fraga La Salve.
- Pereña: o miradouro do morro da Fonte Santa, o miradouro da Ermida de Nossa Senhora do Castelo e o miradouro do Pozo de los Humos.
- Saldeana: o miradouro do Frade e a Freira e o miradouro do Huebra.
- San Felices de los Gallegos: o miradouro da Mesa do Conde.
- Saucelhe: o miradouro da albufeira de Saucelhe, o miradouro das Janas, o miradouro da Majada La Arena, o miradouro dos Negritos, o miradouro do Penedo, o miradouro do Picón do Mouro e o miradouro do Salto.
- Sobradillo: o miradouro do Moinho e o miradouro do Torno.
- Trabanca: o miradouro do Somaero.
- Villarino de los Aires: o miradouro do Douro, o miradouro da Falha, o miradouro de La Rachita e o miradouro do Teso de São Cristóvão.
- Vilvestre: o miradouro do Castelo, o miradouro do Monte Gudín e o miradouro de El Reventón de La Barca.

Província de Samora:
- Fariza: o miradouro do Casito de la Boiza (Mámoles), o miradouro do Alto del Cueto (Mámoles), o miradouro das Barrancas e o miradouro da Falha de Ribas Altas (Mámoles).
- Fermoselle: o miradouro de Los Barrancos, o miradouro das Escadas, o miradouro das Fragas, o miradouro do Terraplén, o miradouro de El Torojón, o miradouro do Castelo Romero, o miradouro do Castelo e o miradouro de Valpiojo.
- Moralina: o miradouro do Hullón e o miradouro do Poyo.
- Moral de Sayago: o miradouro da Capela de São Vicente e o miradouro da Poyata.
- Pino del Oro: o miradouro da ponte de Requejo.
- Torregamones: o miradouro do Fuerte Nuevo.
- Villadepera: o miradouro de Peña Centigosa, o miradouro da ponte de Requejo e o miradouro de Los Pueyos.
- Villalcampo: o miradouro de Sanciellas.
- Villar del Buey: o miradouro da Fraga do Padre (Pinilla de Fermoselle), o miradouro de Los Regatos (Fornillos de Fermoselle), o miradouro da barragem de Almendra (Salce) e o miradouro do Meandro do rio Douro.
- Villardiegua de la Ribera: o miradouro do Despeñadero de La Finiestra, o miradouro de La Retanja e o miradouro de Peña Redonda.

## Fauna
A cegonha-preta é a ave mais emblemática. As cavidades e curvas das arribas são o local escolhido para a nidificação desta ave que em Espanha está incluída dentro da categoria de espécie com possível perigo de extinção. Este espaço natural é, portanto, um ponto-chave para a conservação desta espécie. Em 1995 e 1998, foram designadas várias Áreas Críticas para a Conservação da Cegonha-Preta. Os 20 pares de cegonhas negras nesta área representam 8% da população espanhola e 25% da população de Castela e Leão (dados de Fevereiro de 2005).
Juntamente com a cegonha-preta, as grandes aves de rapina são as outras mais significativas e importantes que nidificam nas arribas. Entre elas, o grifo é o mais fácil de reconhecer, pois vagueia livremente pela área. Em 2005, tinha uma população de 550 pares. As silhuetas do abutre-do-egito (75 pares em 2005), o bufo-real (25 pares em 1992), a águia-real (24 pares em 2005), a águia-perdigueira (17 pares em 2005), o milhafre-real (9 pares em 2005) e o falcão-peregrino (6 pares em 2005) também se destacam e são relativamente fáceis de reconhecer. Menos incomuns são as populações de gralha-de-bico-vermelho (159 pares em 2005) e a cegonha-branca (115 pares em 1999).
Em 1990 as arribas foram declaradas Zona de Protecção Especial para as Aves (ZPE). As principais espécies envolvidas neste feito são a águia-perdigueira, a águia-real, o abutre-do-egito, o bufo-real, o grifo, a gralha-de-bico-vermelho, a cegonha-preta e o falcão-peregrino.